# Nort-Leulinghem
Nort-Leulinghem (Nederlands: Noordleulingem) is een gemeente in het Franse departement Pas-de-Calais (regio Hauts-de-France) en telt 177 inwoners (1999). De plaats maakt deel uit van het arrondissement Sint-Omaars.
Op een Mercatorkaart uit de 16e eeuw staan Nordt en Lolinghe als twee aparte plaatsjes.

## Geografie
De oppervlakte van Nort-Leulinghem bedraagt 3,4 km², de bevolkingsdichtheid is 52,1 inwoners per km².
De onderstaande kaart toont de ligging van Nort-Leulinghem met de belangrijkste infrastructuur en aangrenzende gemeenten.

## Demografie
Onderstaande figuur toont het verloop van het inwonertal (bron: INSEE-tellingen).